# 陳籙
陳 籙（ちん ろく、1877年〈光緖3年〉5月5日 - 1938年〈民国27年〉2月19日）は、清末民初の外交官・官僚・政治家。字は任先。号は止室。北京政府においては、中国特命全権代表として外モンゴル問題につき露蒙両国と交渉し、1915年キャフタ条約の調印者となったことで知られる。晩年は中華民国維新政府に参加した。

## 事績

### 清朝での活動
1891年（光緒17年）、船政学堂に入学したが、事件に巻き込まれ除籍処分を受ける。1894年（光緒20年）、鉄路総局附設鉱化学堂で学ぶ。しかし、1898年（光緒24年）に学堂が閉鎖されたことに伴い、武昌自強学堂に転じた。1901年（光緒27年）に卒業し、同学堂に仏文班教習（講師）として留まった。
1903年（光緒29年）4月、陳籙は欧州へ留学する。ドイツでの学習を経てフランスのパリ大学法科に入学し、1907年（光緒33年）に法学士を取得した。帰国後の留学生官廷試験（廷試）を及第し、翌1908年10月15日（旧暦：光緖34年9月21日）、海外留学卒業生として陳は法政科進士を授与された。その後は翰林院編修、外務部主事、第二次ハーグ平和会議参賛、憲政編査館編集を歴任した。

### 1915年キャフタ条約と活仏冊封

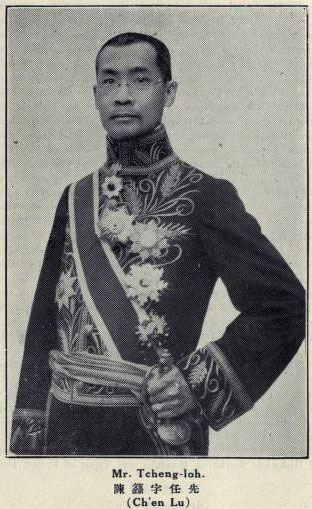
北京政府時代の陳籙

1912年（民国元年）4月24日、陳籙は北京政府の外務部政務司長に就任する。翌1913年（民国2年）12月31日、メキシコ公使に任命されたが赴任しなかった。1914年（民国3年）1月、陳は畢桂芳と共に、モンゴルのボグド・ハーン政権の事案に関する全権専使に任じられた。また、同年2月23日に上大夫、6月29日には少卿の位をそれぞれ授与されている。
陳籙は畢桂芳と共に対露蒙の中国側特命全権代表となり、同年9月8日からのキャフタ会議に参加した。会議は約9か月、計48回の長丁場にわたったものの、翌1915年（民国4年）6月7日、中露蒙3か国はキャフタ条約の調印にこぎつけている。同月16日、陳籙は都護使として駐紮庫倫（現在のウランバートル）弁事大臣に任命され、10月4日に庫倫へ向けて出発、26日に到着した。陳籙の任務は活仏ジェプツンダンバ・ホトクト8世の冊封大典を執り行うことにあった。
陳籙はキャフタ会議においてモンゴル側と精力的に交渉を重ねていたおかげか、モンゴル側からも比較的信用のおける人物と見られていたようである。当初モンゴル側は、国内負担や外交的影響を慮り冊封大典実施に消極的であったが、陳の説得・交渉により両国は合意に達した。1916年（民国5年）4月1日、陳が冊封専使に任命された。7月8日、陳は政府を代表して冊封大典を遂行し、活仏に金冊・金印を授与している。
なお、冊封大典前の6月時点において、陳籙は病気のため北京政府中央に辞職を願い出ていたが、許可されなかった。大典終了直後の7月19日、改めて辞職願いを出したところ、8月4日に辞職許可が下った。
ところが、後任の都護使とされたのは武官の陳文運で、露蒙国境での軍事行動経験を持っていたことから、両国の忌避を受けてしまう。そのため、後任は李開侁に差し替えとなった。これら人事上の混乱もあって陳籙は庫倫にしばらく残留することになり、翌1917年（民国6年）5月8日、ようやく庫倫を出立することができた。

### 北京政府後期の活動
1918年（民国7年）3月、陳籙は督弁参戦事務処外事処処長として北京政府に復帰する。5月4日には外交部次長に就任した。同年11月21日には、パリ講和会議に出席する外交総長陸徴祥の代理として外交総長（部務代理）もつとめている。1920年（民国9年）9月17日、次長職を離れ、駐仏全権公使に任命された。1923年（民国12年）8月16日、国際連盟代表を兼任している。
北京政府崩壊前後の1928年（民国17年）7月に、陳籙は公使の職務を終えて帰国する。以後は上海で弁護士を開業した。1934年（民国23年）、蔣介石国民政府の外交顧問に就任した。1936年（民国25年）には外交部条約委員会副会長もつとめている。

### 親日政権への参加、暗殺
1938年（民国27年）3月28日、梁鴻志が中華民国維新政府を南京で成立させると、同日に陳籙は外交部部長として特任された。なお、外交部次長に就任した廉隅は法政科進士として同期であり、この2人で正副の長をつとめることになった。
しかし翌1939年（民国28年）2月19日、陳籙は上海の私邸において、中国国民党軍事委員会調査統計局（軍統）の工作員に襲撃、射殺された。享年63（満61歳）。これを受け、次長の廉隅が直ちに部務代理として後任となった。

## 著作
- （翻訳）『法国歴代司法院之組織』（1905年）
- 『止室筆記』（商務印書館、1917年）
- （筆訳）黄成垿口述『蒙古逸史』（出版社不明、1917年）
- 『蒙古随筆』（再版。上海商務印書館、1934年）
- 『止室 (任先) 先生年譜・詩存 影印』（文海出版社、1995年）